# Bendik
Bendik, pseudonimo di Silje Halstensen (Bergen, 4 maggio 1990), è una cantante norvegese.

## Biografia
Cresciuta a Bodø, Bendik ha avuto una formazione musicale. Ha avviato la sua carriera musicale nel 2007 cantando al festival Kjerringråkk di Bodø. Il suo album di debutto Drømmen gjør meg ingenting è uscito nel 2012, e grazie al secondo album del 2014 No går det over è stata candidata per il suo primo premio Spellemann, il più prestigioso in ambito musicale in Norvegia.
Nel 2016 ha ottenuto il suo primo ingresso nella classifica norvegese grazie al suo terzo album Fortid, che ha debuttato alla 33ª posizione. Il disco è stato candidato agli Spellemann per l'album pop dell'anno; stessa sorte avrà il quarto album Det går bra nel 2019.

## Discografia

### Album
- 2012 – Drømmen gjør meg ingenting
- 2014 – No går det over
- 2016 – Fortid
- 2019 – Det går bra
- 2020 – Sove
- 2022 – Liv

### EP
- 2011 – Stille

### Singoli
- 2012 – Og at den som miste drømmene skulle bli meg
- 2012 – Forsvinne
- 2013 – Jeg tror det blir bra igjen
- 2014 – Hjertebank og kulde
- 2015 – Slippe
- 2015 – Siste gang
- 2015 – Knust glass (con Arif)
- 2016 – Kriger
- 2016 – Fortid
- 2018 – Perfekt
- 2018 – Tro meg
- 2019 – Din hånd
- 2019 – Bror
- 2020 – For seint
- 2021 – Føles sånn her
- 2021 – Hymnen
- 2021 – Komme hjem (con Eirik Aas)
- 2021 – Neste år (con Eirik Aas)
- 2022 – Her hos deg
- 2025 – Skyt ham ikkje vent til eg kommer
- 2025 – Hold ut
- 2025 – Alle tårer uten grunn